# Ордоньо Рамирес
Ордоньо Рамирес «Слепой» (ок. 981 — до 1024) — леонский инфант, единственный сын короля Леона Рамиро III и Санчи Гомес, внук короля Леона Санчо I и королевы Терезы Ансурес, а по материнской линии внук Гомеса Диаса, графа Сальданья, и графини Муниадоны Фернандес.

## Биография
Появляясь в средневековых хартиях с 1014 по 1017 год, когда он подтверждает два диплома, выданных королем Леона Альфонсо V, Ордоньо Рамирес провел свою жизнь в Астурии. По мнению испанского историка-медиевиста Маргариты Торрес, конфликты между королем Леона Бермудо II и кланом Бану Гомес могли быть вызваны тем, что последний защищал более сильные претензии Ордоньо на королевский трон Леона, будучи племянником нового главы этой могущественной семьи Гарсии Гомеса, который сменил своего отца Гомеса Диаса на посту графа Сальданья.
Ордоньо Рамирес скончался между 1017 годом, когда он в последний раз появляется в документах, и до 31 марта 1024 года, когда его жена Кристина, объявив себя вдовой, делает пожертвование на основание монастыря Корнельяна.

## Брак и дети
Ордоньо женился, вероятно, вскоре после 1000 года и до 1016 года на инфанте Кристине Бермудес , дочери короля Леона Бермудо II и Веласкиты Рамирес. Этот брак, скорее всего, был спланирован Веласкитой и Терезой Ансурес (бабкой Ордноьо), которые оба были изолированы в монастыре Сан-Пелайо в Овьедо . Потомки Ордоньо и Кристины дали начало линии Ордоньес, самой важной в Астурии XI века. Они были родителями:
- Альфонсо Ордоньес (умер в 1057 году во время осады Ламегу), был женат на Фронильде, от которой имел двух дочерей, Кристину и Эндеркину Альфонсо[4]. Он похоронен в монастыре Корнельяна, основанном его матерью.
- Альдонса (или Ильдонсия) Ордоньес (умерла после 1056 года), вышла замуж за графа Пелайо Фройласа, прозванного «Дьяконом», сына графа Фройлы Хименеса и племянника графа Пиньоло Хименес, основателя монастыря Сан-Хуан-Баутиста-де-Кориас[5]. У них было по меньшей мере семеро детей: Мунио, Педро, Ордоньо, Мария и Тереза[6], а также Эльвира, которая умерла раньше своей матери[6] . Они также могли быть родителями графини Химены Пелаес, вышедшей замуж за Бермудо Овекиса, и родителями могущественного графа Суэро Бермудеса[3][7].
- Ордоньо Ордоньес (умер после 1073 года)[8][9], важный магнат и альферес короля Леона и Кастилии Фердинанда I, который доверил ему управление Паленсуэлой. Некоторые историки считают, что он был женат на Эндеркине и мог быть отцом графа Гарсии Ордоньеса[10][11][12]. Другая дочь, Мария Ордоньес, вышла замуж за Альвара Диаса де Ока, потомки которого включали графов Норенья (Норонья по-португальски) и Гонтродо Перес[10], любовницу короля Альфонсо VII Леонского и мать Урраки Кастильской, королевы Наваррской.
- Пелайя Ордоньес, жена дворянина Бермудо Арментариса, основателя церкви Санта-Мария-де-Отур в Астурии[5] , мать Мартина Бермудеса[13].

Дети Ордоньо и Кристины, как упоминает Родриго Хименес де Рада в своей хронике о Бермудо II, совпадают с информацией, отраженной в различных грамотах из нескольких монастырей в Астурии и из собора Овьедо.